# Vače
Vače – wieś w Słowenii, w gminie Litija. W 2018 roku liczyła 373 mieszkańców.